# 肋間神経痛
肋間神経痛（ろっかんしんけいつう、intercostal neuralgia）とは、ろっ骨に沿って走る神経が何らかの原因で痛む症状のこと。その原因は深部なものが多い。あくまで症状であり、病名ではない。

## 原因
考えられる原因として一番多いのが、不自然な姿勢をとった時、また運動不足・疲労によって神経が骨や筋肉にはさまれて（絞めつけられて）突然起きる原発性。また、帯状疱疹ウイルスが原因で痛みを生じることがある続発性。通常であればウイルスに感染すると疱疹が現れるが、稀に現れない場合がある。発作的症状の度合とは著しく異なり、痛みが非常に激しくなる。

## 特徴
姿勢を変えた時や呼吸するとき、物を持ち上げる時に痛みが現れるのが特徴で、発症している時に咳やくしゃみ等の生理現象から、ちょっとした外部からの力を加えられることで肋骨を骨折する危険性がある。特に骨粗鬆症の症状が表面化しやすい中年女性に多く認められる。
また、胸椎（きょうつい）の圧迫骨折や、がんの転移によっても起こる。ただし脊柱部分に変化が現れるため、診断において発見されやすい。またがんの転移における発症となると、痛みの影響で横になって眠ることが出来ない。そのため、夜間でも座って眠るしかない。

### 漢方医学での症状の定義
熱鬱少陽
胸部やあばらの部分が痛む、呼吸すると痛みが増す、寒くなったり熱くなったりする、胸の辺りが苦しくなる、口が苦い、喉が焼けるように渇く、あるいは落ち着かない、気持ち悪いなど。
痰飲停積
あばら部分に痛み、咳や深呼吸や寝返りを打つことで痛みが激しくなる。あばら部分が膨れて支える。
肝気鬱結
あばら部分が膨れて痛む。痛みが感情の変化によってひどくなったり軽くなったりする。体の内側で起こる摩擦で、あまり他人に説明しようのない煩わしさが伴う。これを胸中煩悶感といい、「イライラ感・動悸・不眠・のぼせ・体が急にカーッと熱くなって発汗する」などの症状が伴う。
血瘀停着
あばら部分に刺すような痛みがある。痛む場所がいつも同じ。夜になると痛みが激しくなる、時に局部が赤く腫れ上がったりすることがある。また腋の下のくぼみ辺りに位置するリンパ節が膨れ上がることがある。
肝陰不足
いつもあばら部分に鈍痛があり、目のかすみ、耳鳴り、手足のしびれ、皮膚につやがない。
気血両虚
痛みはひどくないが、なかなか治らない。疲れると痛みがひどくなり、休むと軽減する。顔色が悪い、疲労倦怠食欲不振など。

## 治療
一般的には鎮痛薬を服用したり、患部に湿布を塗布して様子を見る。外傷による発症の場合はろっ骨を固定するための器具を使用する。長引くようであれば局所麻酔薬を使用して神経をブロックさせる。また東洋医学に代表される鍼治療、低周波治療が有効とされる場合もある。
ただし注意すべきは肋間神経痛と似た痛みが狭心症の可能性がある。肋間神経痛の治療法を続けていても快方に向かわず、痛みが周期的に継続する場合は狭心症もしくは他の臓器系の疾患を疑って早期診断を受けるべきである。

## 病院での相談窓口
症状によって科が異なるが、脊髄の病変、捻挫等による関節の異常、運動痛によるものは整形外科。運動痛によるものではなく、神経痛や関節の違和感、しびれなどによるものは内科とされる。ただし、症状は原因はさまざまのため、医療機関で適切な指示を受ける必要がある。